# أمينيدي
أمينيدي (بالإنجليزية: Aminedi)‏، المعروف أيضا باسم غير المرئي، هو شخصية خيالية، متحول يظهر في الكتب المصورة الأمريكية التي تنشرها مارفل كومكس. أول ظهور له كان في المتحولون الجدد السنوي #7.

## السيرة الذاتية للشخصية الخيالية
أمينيدي هو جزء من فريق مرتزقة عراقي يسمى سيف الصحراء، عندما قاتلوا فريق قوة الحرية بقيادة الكوماندوز القرمزي، يسافر إلى الشرق الأوسط في مهمة وينتهي به الأمر بمواجهة سيف الصحراء. يقطع أمينيدي رأس سوبر سيبر و يقطع اليد اليمنى للكوماندوز. يفقد سيف الصحراء عضو الفريق الملثمة Veil  و العالم كورتزمان, كلا منهم قتل على يد بايرو. الريح العاتية وأوقع أمينيدي كل من أفالانشي والكوماندوز في فخ في حقل ألغام و بينما حالة الكوماندوز تتفاقم تنهار الأفخاخ ويسقط الأثنان تحت كومة من الصخور، وعلى الرغم من ذلك يستطيع الأثنان الهرب.
يُقبض على بلوب وبايرو في وقت لاحق بواسطة سيف الصحراء. تفشل قوة الحرية المدمرة بعدها مما يؤدي إلى هجرفريق.
في نقطة مجهولة يقلص أمينيدي إرث الفيروسات و يموت من ذلك.

## القوى والقدرات
يمكن لأمينيدي تحويل جسده إلى كتلة حية من الجسيمات المحمولة جواً، مما يجعله غير مرئي وغير مادي بينما يتحرك بسرعة خارقة وبسرعة ملفتة للنظر ويمكنه تقطيع المواد الصلبة. هذه الرياح حادة بشكل لا يصدق.

## الملاحظات والمراجع
1. ↑  New Mutants Annual #7 (1991)
2. ↑  X-Factor Annual #6 (1991)
3. ↑  X-Men Annual #15 (1991)
4. ↑  X-Men Annual vol. 2 #2

## وصلات خارجية
- أمينيدي في ويكي عالم مارفل
- أمينيدي في قاعدة بيانات الشخصيات الهزلية